# Regierung Neergaard I

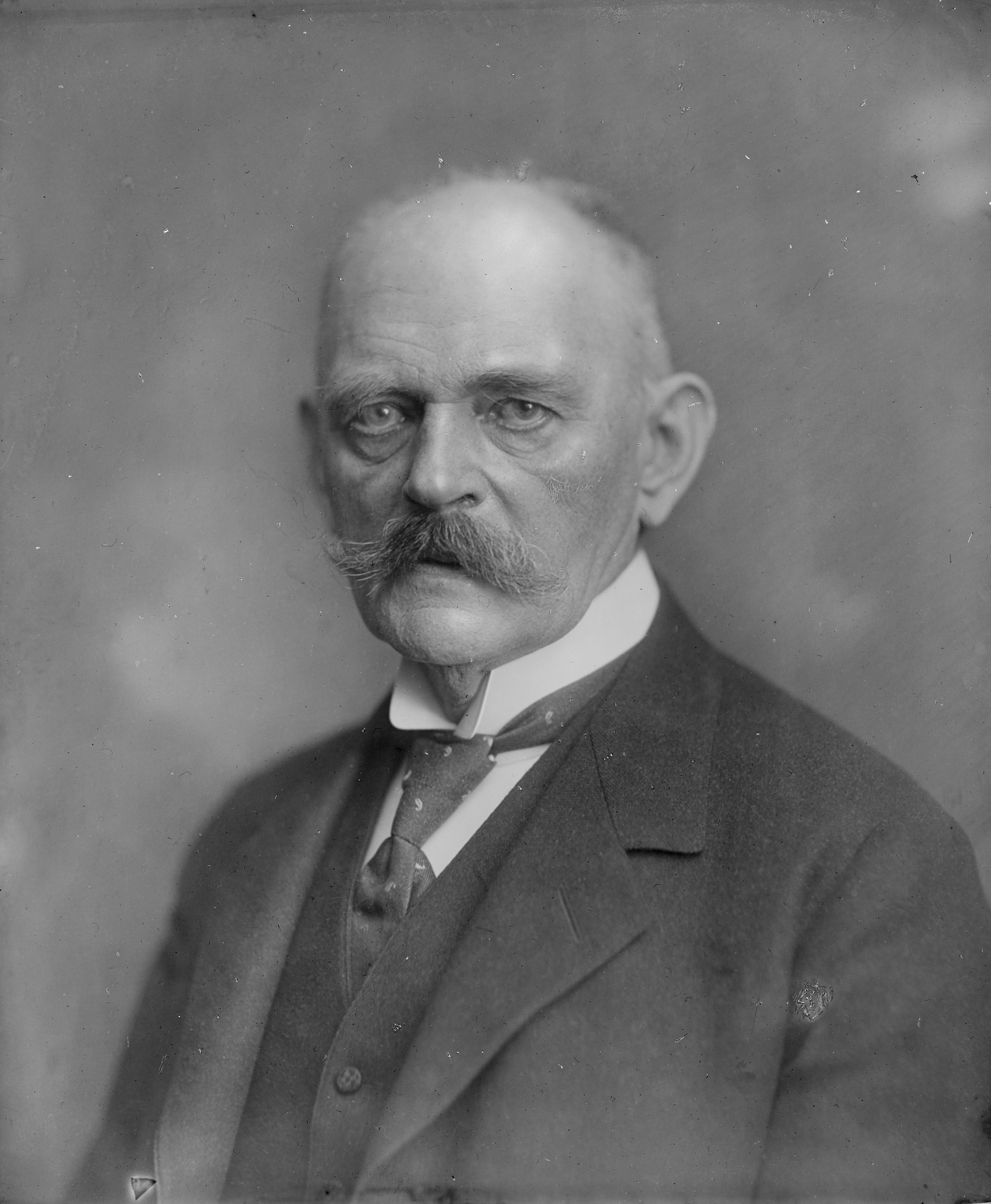
Niels Neergaard

Die Regierung Neergaard I wurde in Dänemark am 12. Oktober 1908 durch Niels Neergaard von der Venstre gebildet und löste die Regierung Christensen ab. Die erste Regierung Neergaard befand sich bis zum 16. August 1909 im Amt und wurde dann durch ebenfalls durch die Venstre gebildete Regierung Holstein-Ledreborg abgelöst.
Bei den Wahlen zum Folketing am 25. Mai 1909 gewann die Socialdemokraterne von Peter Christian Knudsen zwar erstmals die meisten Wählerstimmen, erhielt aber aufgrund des Wahlsystems nur 24 Mandate, so dass die regierende Venstrereformpartiet trotz deutlicher erneuter Verluste mit 39 Sitzen weiterhin stärkste Partei blieb. Allerdings verfügte sie im 144-köpfigen Folketing nicht mehr über eine Mehrheit und bildete daher eine Minderheitsregierung.

## Ergebnisse der Wahlen zum Folketing vom 25. Mai 1909

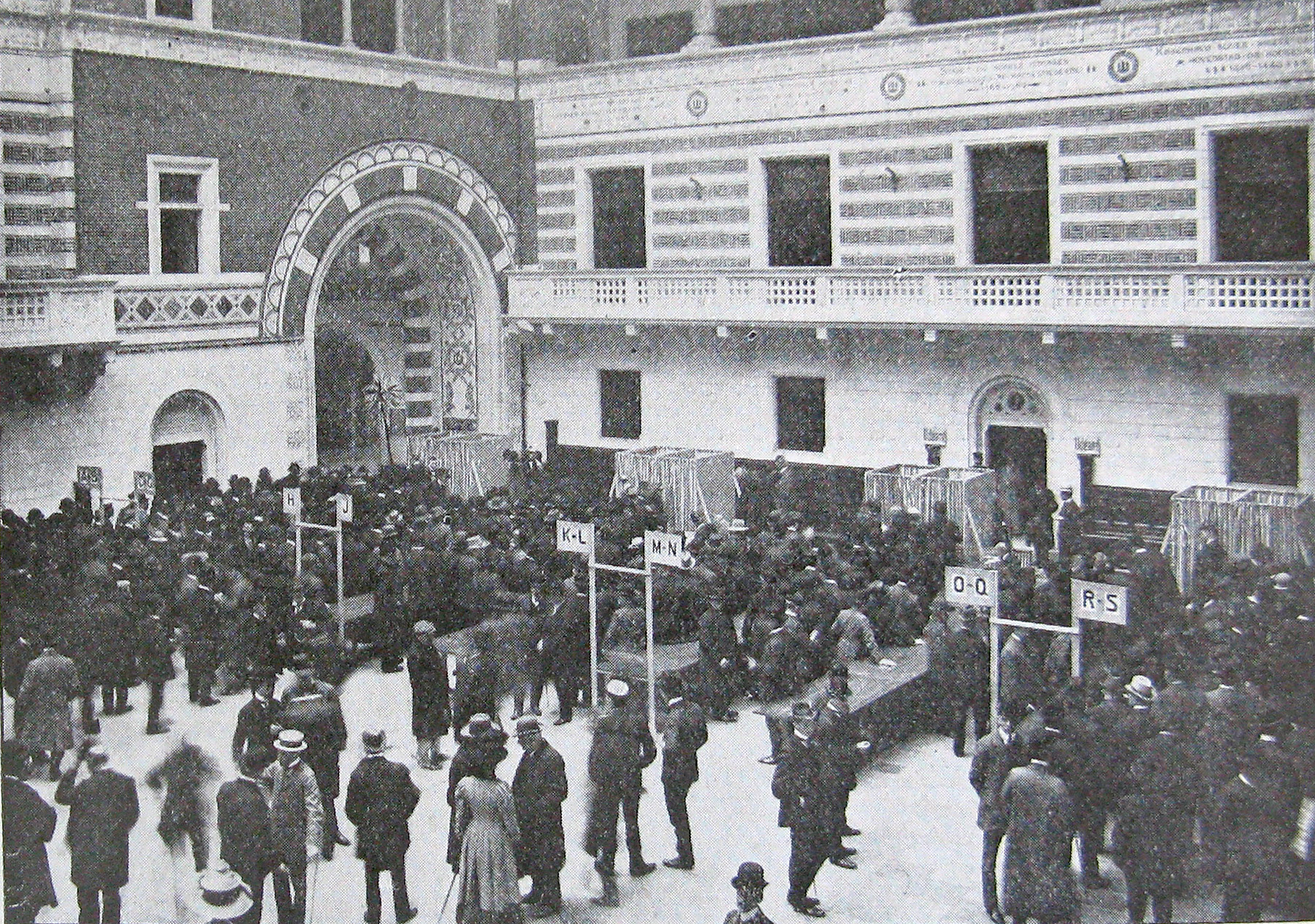
Andrang vor dem Rathaus von Kopenhagen bei der Folktingwahl am 25. Mai 1909

| Partei               | Stimmen | Prozentanteil | Mandate | Gewinne/Verluste (+/-) |
| -------------------- | ------- | ------------- | ------- | ---------------------- |
| Socialdemokraterne   | 93.079  | 29,0          | 24      | ±0                     |
| Venstrereformpartiet | 82.658  | 25,7          | 39      | −17                    |
| Højre                | 66.133  | 20,6          | 22      | +8                     |
| Det Radikale Venstre | 60.261  | 18,8          | 18      | +7                     |
| Det Moderate Venstre | 19.241  | 6,0           | 11      | +2                     |

## Minister
| Ressort                                  | Amtsinhaber                   |
| ---------------------------------------- | ----------------------------- |
| Ministerpräsident Verteidigungsminister  | Niels Neergaard               |
| Außenminister                            | William Ahlefeldt-Laurvig     |
| Finanzminister                           | Charles Brun                  |
| Innenminister                            | Klaus Berntsen                |
| Justizminister                           | Svend Høgsbro                 |
| Minister für Kirche und Unterrichtswesen | Enevold Sørensen              |
| Minister für öffentliche Arbeiten        | Jens Jensen-Sønderup          |
| Landwirtschaftsminister                  | Anders Nielsen                |
| Minister für Handel und Schifffahrt      | Johan Hansen                  |
| Minister für Island                      | Hannes Hafstein Björn Jónsson |